# Milgramův experiment

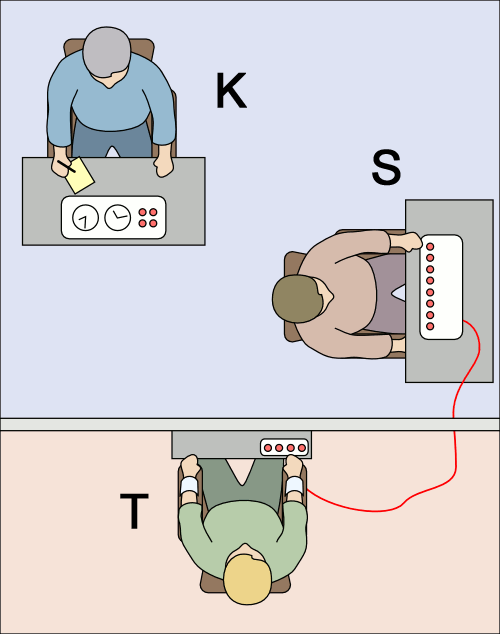
Schéma pokusu: K – vedoucí pokusu, S – „učitel“ (skutečný respondent, „trestal“ žáka), T – „žák“ (spolupracovník vedoucího, byl „mučen“ učitelem/respondentem)

Milgramův experiment je název pro experiment amerického sociálního psychologa Stanleyho Milgrama, jenž se v roce 1963 pokusil ověřit, jak daleko jsou lidé schopni zajít ve své poslušnosti k autoritě. Milgram se tak pokusil přispět k vysvětlení psychologických příčin holocaustu.

## Průběh experimentu
Experiment provedl na Yaleově univerzitě. Pokusné osoby získal prostřednictvím inzerátu v místních novinách, v němž účastníkům nabídl odměnu ve výši 4,5 amerického dolaru. V inzerátu bylo uvedeno, že se jedná o experiment týkající se učení. Účastníci byli představeni další pokusné osobě, která však ve skutečnosti byla pomocníkem experimentátora. Poté byli rozlosováni do dvojic „učitel-žák“, přičemž vše bylo připraveno tak, aby se učitelem stal skutečný respondent. „Učitel“ viděl, jak je „žák“ odveden do vedlejší místnosti, přivázán do křesla tak, aby se z něj sám nemohl dostat, a na zápěstí mu je připevněna elektroda napojená na generátor šoků ovládaný „učitelem“. Generátor šoku nebyl skutečný, ale působil velice věrohodně a „učitel“ neměl mít o jeho funkčnosti žádné pochybnosti. „Žák“ měl odpovídat doplněním vhodného slova do páru pomocí zmáčknutí 1 ze 4 tlačítek, čímž došlo k rozsvícení 1 ze 4 kvadrantů na panelu před „učitelem“ sedícím ve vedlejší místnosti. 
„Učitel” měl k dispozici mikrofon, pomocí kterého kladl otázky „žákovi“, panel, kde byla rozsvícením jeho části indikována odpověď „žáka“, a generátor elektrických šoků připojený k „žákovi“. Generátor měl 30 přepínačů vedle sebe, označených zleva doprava 15 V až 450 V s krokem 15 V mezi jednotlivými přepínači. Mimo hodnotu ve voltech byly přepínače ve skupinách po 4 označeny slovně, kde první skupina byla pojmenována „lehký šok” a poslední skupina „Nebezpečí: těžký šok”. Poslední dva přepínače za poslední skupinou byly označeny jen XXX. „Učiteli“ bylo řečeno, že při experimentu se bude zkoumat vliv trestu na učení. V případě chybných odpovědí „žáka“ mu dá „učitel“ elektrický šok použitím přepínače na generátoru šoků. Po chybné odpovědi „učitel“ vždy použil další přepínač v řadě, tj. velikost elektrického šoku se po každé chybné odpovědi zvýšila o 15 V.  Experimentátor „učiteli“ sdělil, že šoky mohou být velice bolestivé, ale nezanechají trvalé následky. 
Odpovědi „žáka“ byly předem určené a měly poměr chybných a správných odpovědí zhruba 3 : 1. Při šoku 300 V „žák“ zakopal na společnou zeď a od tohoto okamžiku už v testu neodpovídal, ale experimentátor „učiteli“ řekl, že mlčení se považuje za špatnou odpověď a v testu je potřeba pokračovat. Při 315 V „žák” znovu zakopal na zeď a od té doby už o sobě nedával vědět. Pokud „učitel“ nechtěl v testu pokračovat, experimentátor jej povzbuzoval vždy stejnými, předem určenými větami ve stejném pořadí: „Prosím, pokračujte“, „Experiment vyžaduje, abyste pokračoval“, „Je nezbytné, abyste pokračoval“ a nakonec „Nemáte jinou volbu, musíte pokračovat“.

## Výsledky
Všichni účastníci pokusu pokračovali až do 300 V a 65 % z nich došlo až na konec stupnice, a to přesto, že se často zdráhali a projevovali obavy o zdraví „žáka“. Experiment byl později opakován v několika variacích (v závorce jsou uváděna procenta, kolik respondentů pokračovalo až do konce) – „žák“ po celou dobu nevydával žádný zvuk (100 %), při 300 V „žák“ bušil na stěnu (65 %), „žák“ i „učitel“ byli v jedné místnosti (40 %), pokus byl prováděn v kanceláři a ne na akademické půdě (48 %), „učitel“ drží ruku „oběti“ na elektrodě (30 %), „učitel“ dostává příkazy od experimentátora přes telefon (21 %), „učitel“ má možnost sám zvolit sílu šoku (2,5 %), experimentátor je nahrazen běžným občanem (20 %), experimentu se účastní pouze ženy (65 %), při experimentu jsou přítomni dva vědci a jeden z nich se při 150 V vzbouří (10 %).

### Reakce a kritika
Po skončení experimentu se „učitel“ a „žák“ setkali a respondenti byli informováni, že byli oklamáni. Přesto byl Milgram kritizován za neetičnost výzkumu. Byly řešeny zejména následující etické otázky:
1. Klamání účastníků
2. Silný stres, který účastníci zažívali
3. Experiment mohl mít dlouhodobý vliv na sebeúctu
4. Bylo porušeno právo kdykoliv skončit

Po roce byli respondenti obesláni dotazníkem, v němž měli vyjádřit postoj ke své účasti ve výzkumu. Většina z nich odpověděla, že jsou rádi, že se zúčastnili a že tato účast pro ně měla i osobní přínos. V otázce stresu se Milgram hájil, že po skončení experimentu prožívali účastníci velkou úlevu. Ani dlouhodobý vliv na sebeúctu nebyl prokázán. Milgram dále na svoji obhajobu uvedl, že účastníci měli po celou dobu možnost odejít. Některé studie však tvrdí, že dopad na účastníky byl interpretován chybně.
Kritika Milgramova experimentu spočívala především v nejasné externí validitě výsledků, tedy zobecnitelnosti do běžného života. Podle Daniela J. Goldhagena jsou výsledky experimentu nepoužitelné. Jako argument uvedl neposlušnost vůči autoritě americké vlády či lékařů, u nichž lze očekávat laskavé motivy jejich pokynů. Přesto se mnozí pacienti těmito pokyny odmítají řídit. S nejasnou validitou se potýká většina uzavřených sociologických a psychologických laboratorních experimentů[zdroj⁠?!].

## Opakování experimentu
Milgramův experiment byl mnohokrát opakován v dalších zemích s podobnými výsledky. Celkově se experimentů účastnilo přibližně 3 000 lidí. Procento lidí, kteří byli ochotni experiment dokončit, se pohyboval v rozmezí 61-66 %. Ačkoliv v poslední době nebyly podobné experimenty povolovány kvůli zpřísnění etických zásad jednotlivých států a univerzit, v roce 2009 došlo k jeho replikaci. Protože z výsledků původního experimentu vyplývalo, že asi 79 % osob, které překročily hranici 150 V, pokračovalo až do konce stupnice, byla tato hranice 150 V použita pro ukončení experimentu. Výsledky byly obdobné jako v původních studiích, až do konce experimentu došlo (podle různých podmínek) 63–83 % osob. Zdá se také, že procento žen ochotných pokračovat bylo vyšší než procento mužů, rozdíl však nebyl statisticky významný.